# Verbatim

Лого Verbatim Corporation

Verbatim — компанія, провідний[джерело?] світовий виробник носіїв для зберігання інформації.
Входить до складу Mitsubishi Kagaku Media.

## Історія
Компанія виробляє носії для зберігання інформації з 1969 року. З 2003 Verbatim є лідером на світовому ринку DVD R і CD.

## Продукція
Компанія виробляє флоппі-диски, магнітооптичні накопичувачі CD і DVD форматів, носії формату Blu-ray, зовнішні жорсткі диски, USB диски, карти пам'яті, аксесуари.